# Національний музей мистецтва (Мехіко)

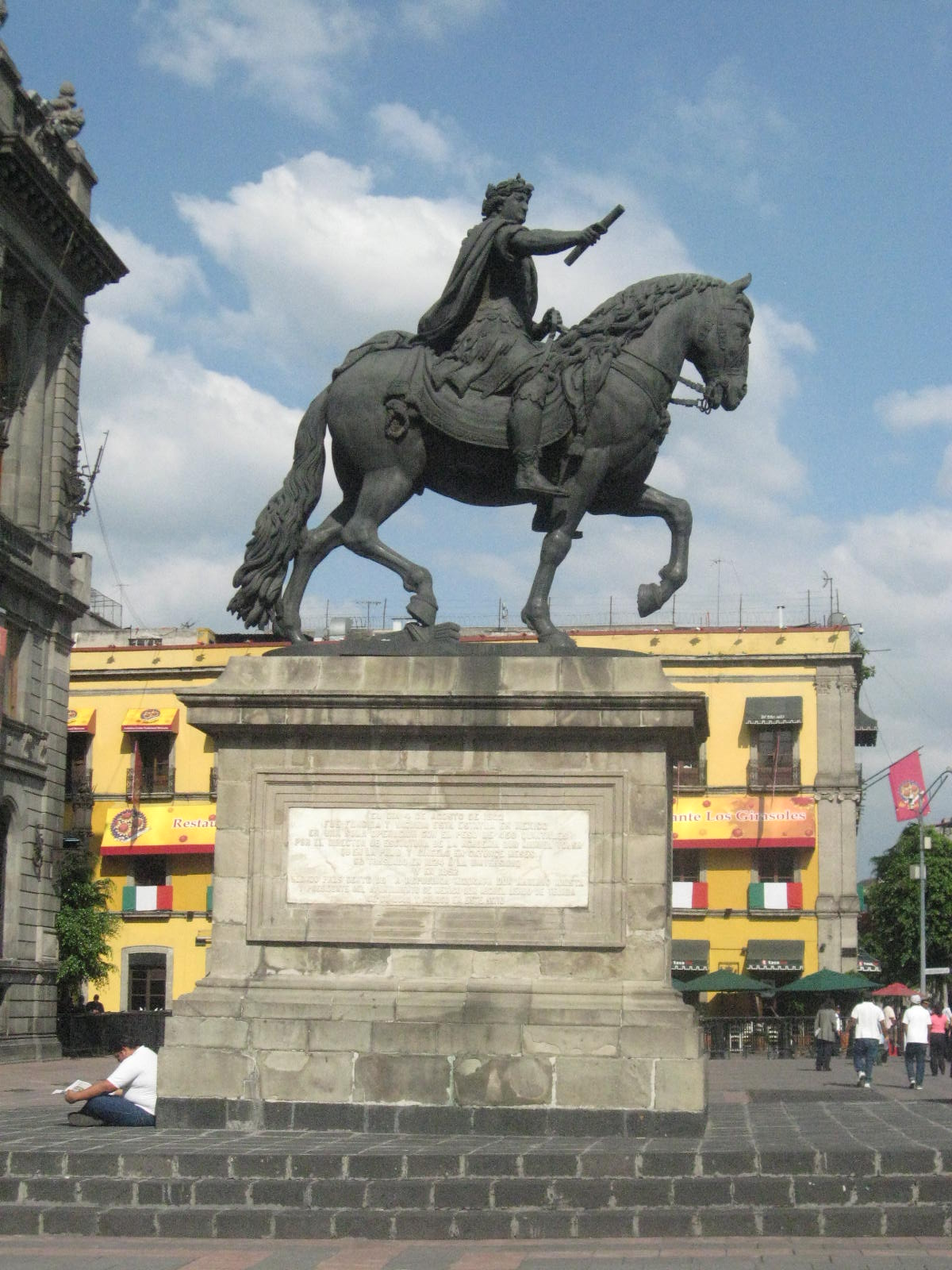
Кінна статуя Карла IV (скульптор Мануель Тольса)

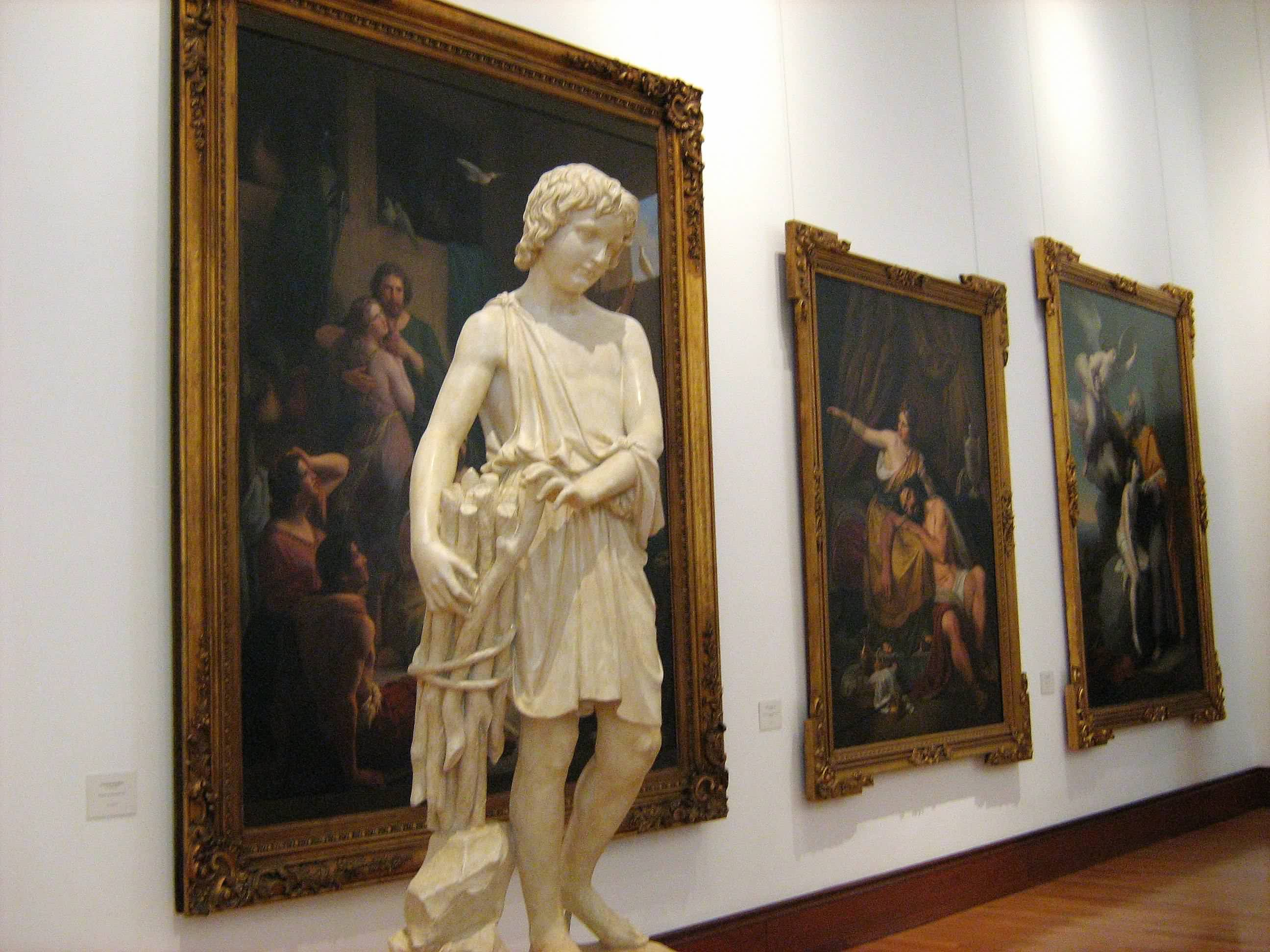
Інтер'єр музею

Національний музей мистецтва (ісп. Museo Nacional de Arte) — художній музей у Мехіко, столиці Мексики. 

## Загальний опис
Музей розташований в історичному центрі Мехіко. Тут представлена репрезентативна колекція мексиканського мистецтва від епохи віце-королівства до п'ятдесятих років XX століття.
Будівля, де музей розташований, — це Палац Міністерства зв'язку і громадських робіт, будівля з еклектичною архітектурою, дуже поширеною на початку XX століття. Будівля була передана Національному художньому музею 1982 року і відреставрована 1997 року.
Музей легко впізнати завдяки великій кінній статуї Карла IV, який був королем Іспанії незадовго до набуття Мексикою незалежності. Статуя, яка широко відома як Ель Кабалліто, спочатку стояла на площі Пласа-дель-Сокало, 1979 року була переміщена нинішнє місце. Згідно меморіальної дошки біля підніжжя статуї Мексика зберігає ії не на знак подяки іспанському королю, а як чудовий твір мистецтва.
Зали постійної експозиції Національного музею мистецтва дають відвідувачам можливість познайомитися з п'ятивіковою історією мистецтва Мексики, тут зберігаються роботи таких художників та скульпторів, як Андрес де ла Конча, Хосе Хуарес, Себастьян Лопес де Артеага, Крістобаль де Вільяльпандо, Мігель Кабрера, Мануель Тольса, Сантьяго Ребулль, Феліпе С. Гутьєррес, Хуан Кордеро, Хосе Марія Веласко, Сатурніно Герран, Анхель Сарраґа, Альфредо Рамос Мартінес, Херардо Мурільо (доктор Атль), Марія Іск'єрдо, Дієго Рівера, Фріда Кало, Хосе Клементе Ороско, Хосе Давид Альфаро Сікейрос та багато інших.

## Галерея

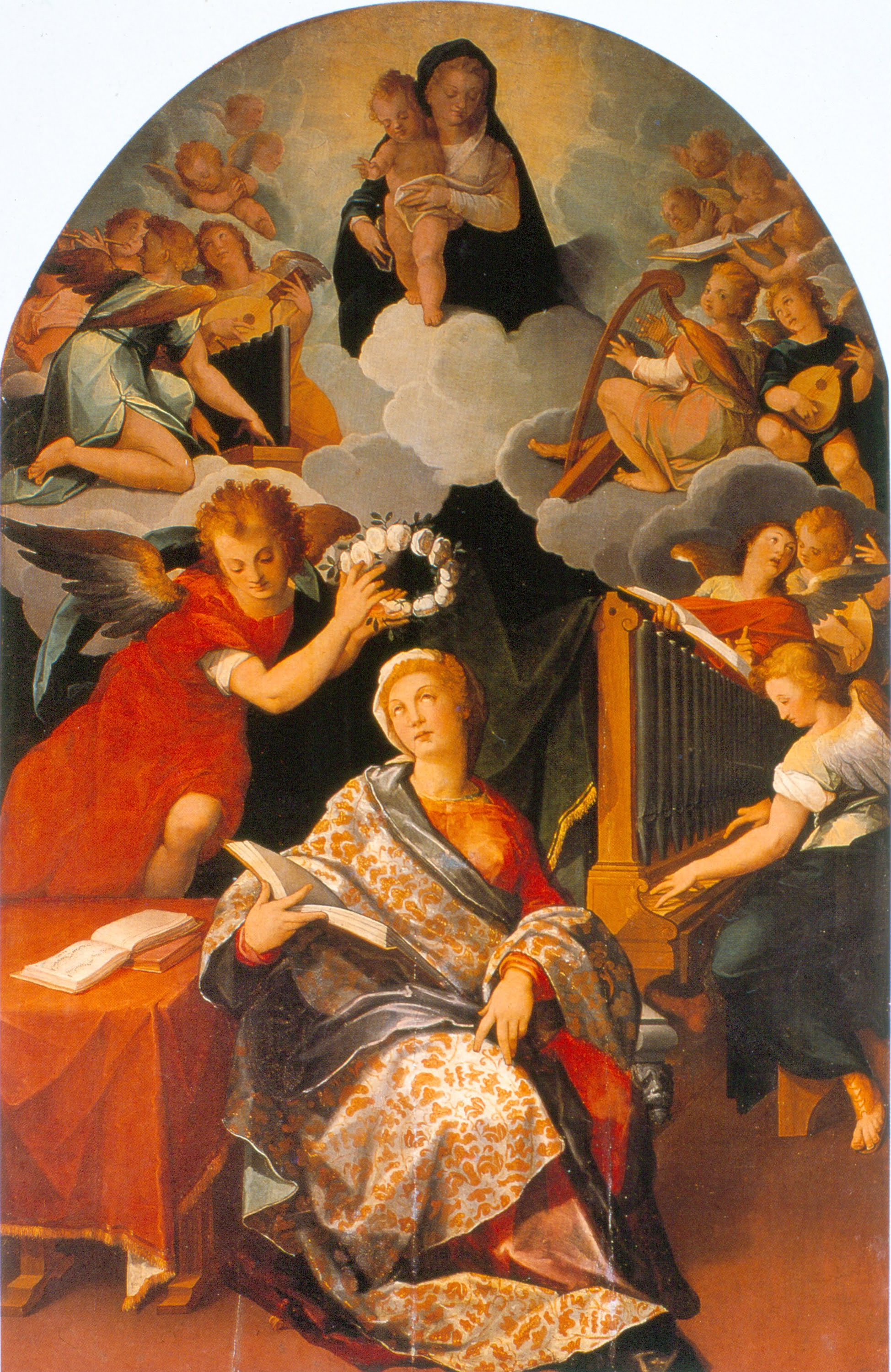
Андрес де Конча, Свята Сесілія
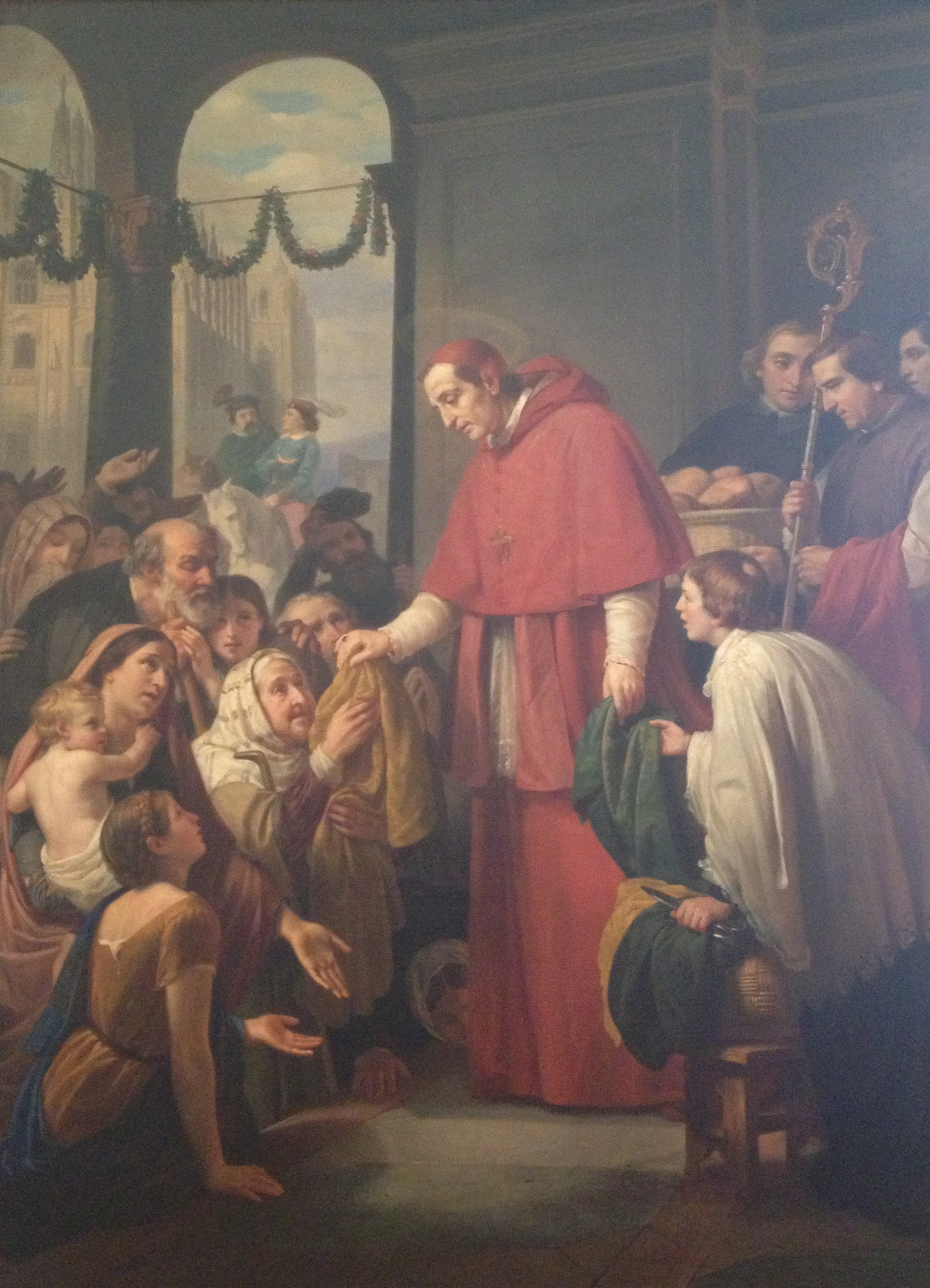
Хосе Саломе Піна, Карло Борромео дає милостиню бідним
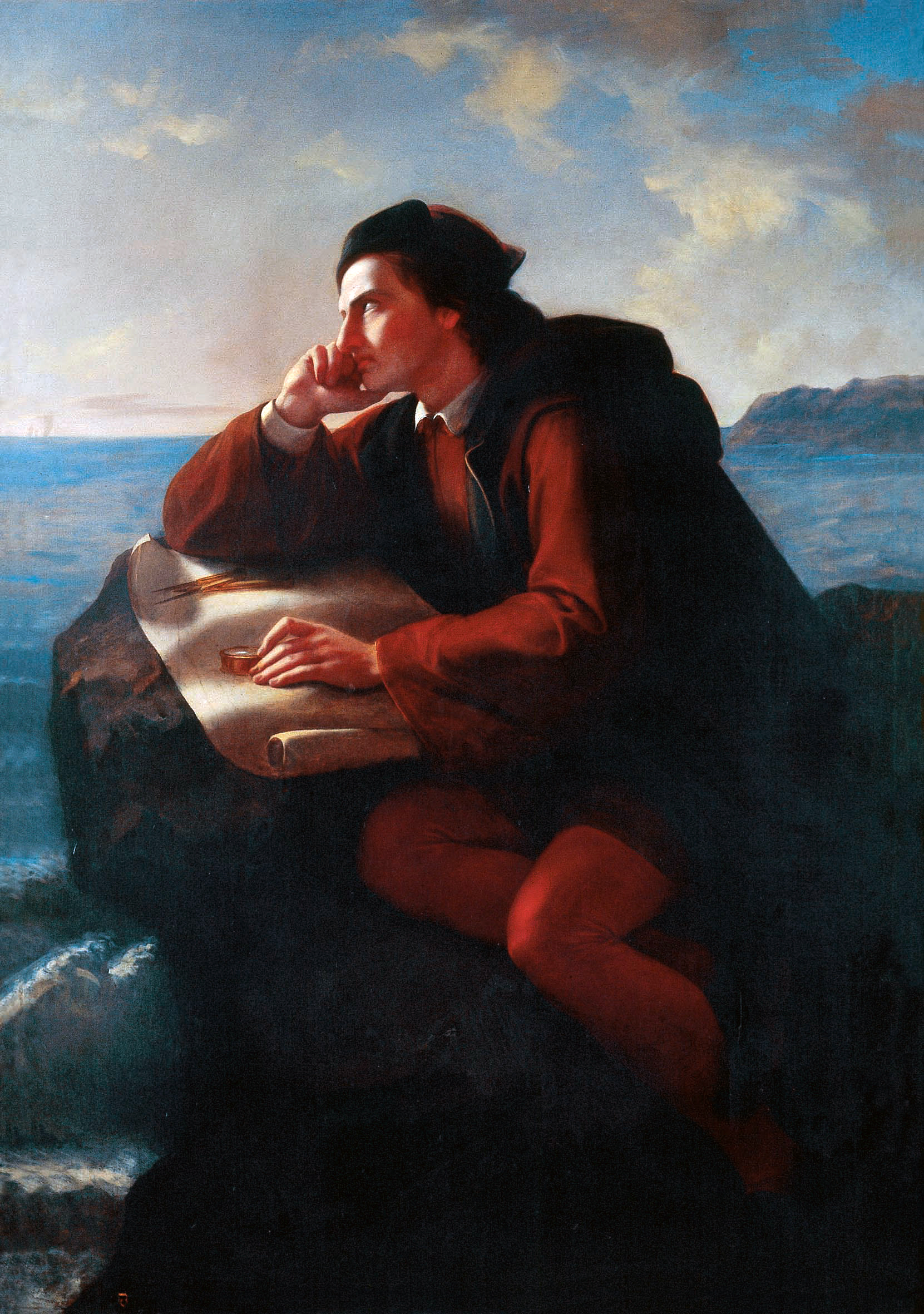
Хосе Марія Обрегон, Надихаюча ідея Христофора Колумба
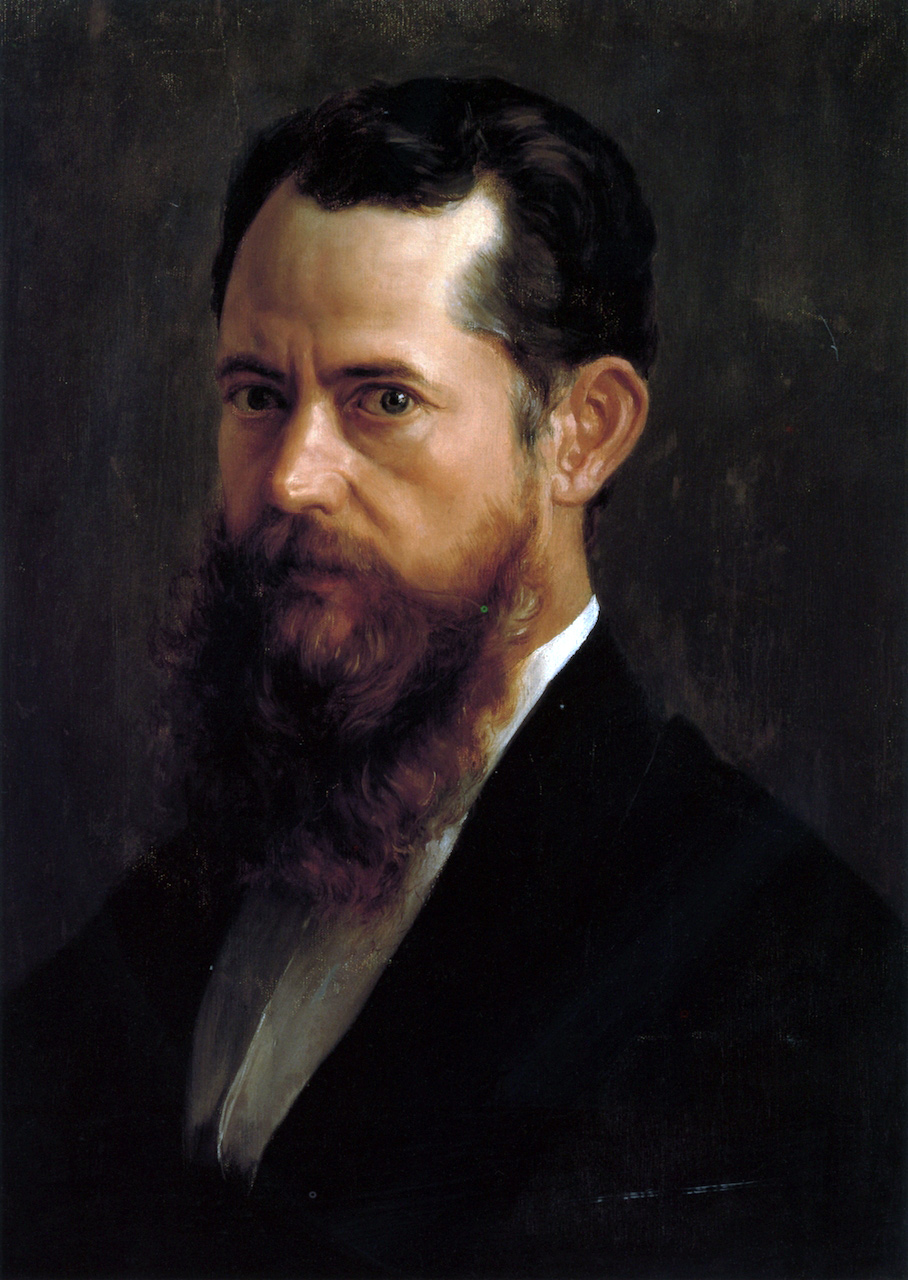
Хосе Марія Веласко Гомес, Автопортрет
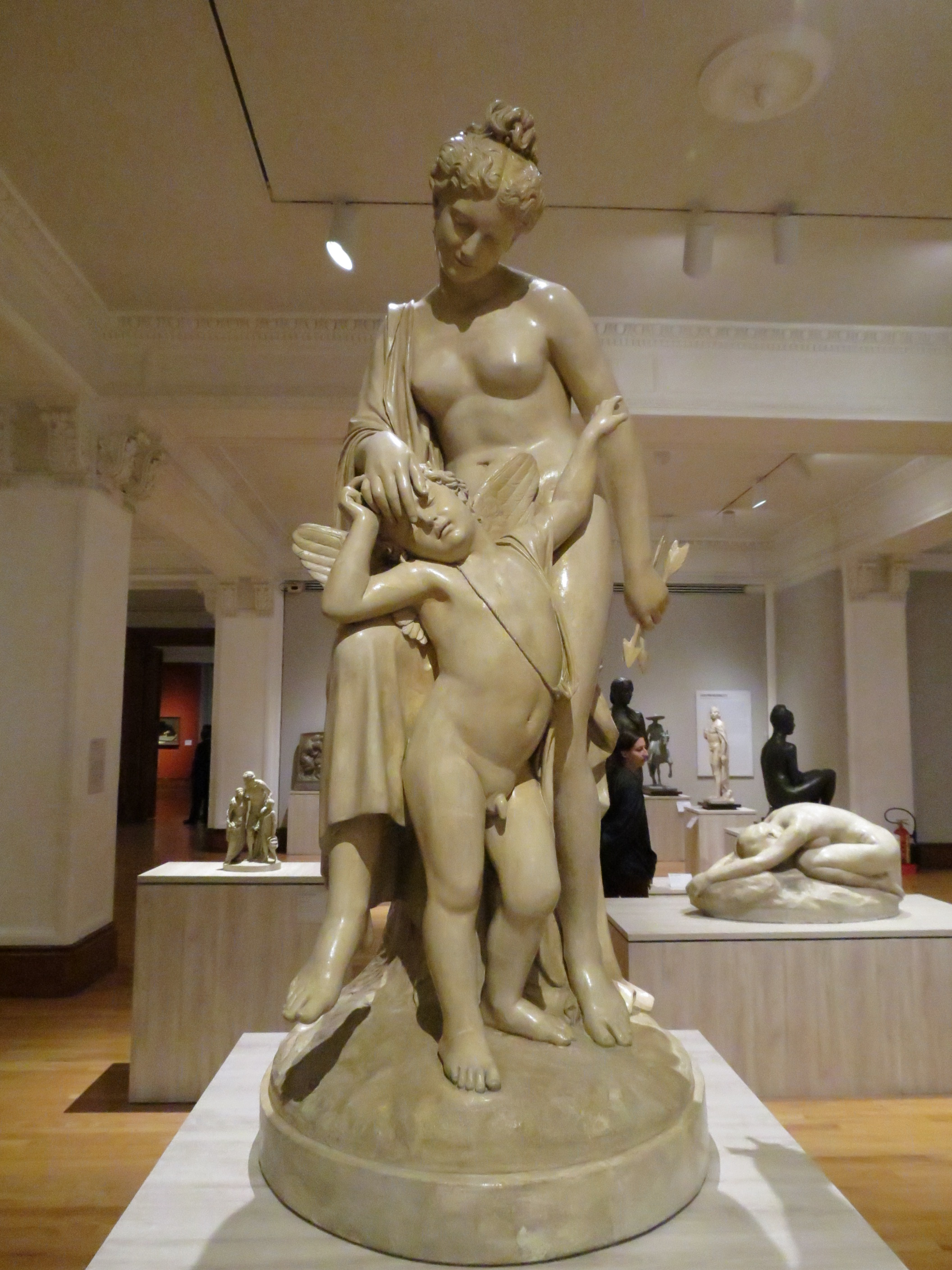
Габріель Герра, Знущання над коханням (Венера та Амур)